# Wolfgang Thaler
Wolfgang Thaler (né le 9 mars 1958 à Möllbrücke) est un directeur de la photographie et documentariste autrichien.

## Biographie
Après des études d'agriculture, il est un temps apiculteur. Ayant de la curiosité pour le cinéma, il est étudiant invité à l'Académie du cinéma de Vienne (de) et s'intéresse à la production. Il dépose un dossier pour le cours de photographie et est pris aussitôt. Depuis 2008, il est professeur à la photographie à l'Académie du cinéma de Vienne. Il est par ailleurs membre de l'Académie du cinéma autrichien (de).
Après ses études, il travaille depuis 1998 comme directeur de la photographie et documentariste indépendant pour la télévision et le cinéma. Il collabore notamment avec Michael Glawogger et Ulrich Seidl.
En 2012, il remporte le prix du cinéma autrichien de la meilleure photographie pour Whores’ Glory.

## Filmographie

### Cinéma

#### Fiction
- 2001 : Dog Days
- 2002 : Blue Moon
- 2004 : Nacktschnecken
- 2007 : Import/Export
- 2009 : Contact High
- 2011 : Anfang 80
- 2012 : Paradis : Amour
- 2012 : Paradis : Foi
- 2013 : Paradis : Espoir
- 2013 : Und Äktschn! (de)

#### Documentaire
- 2000 : Frankreich, wir kommen
- 2003 : Jesus, du weißt (de)
- 2004 : Höllentour
- 2005 : La Mort du travailleur
- 2007 : Am Limit
- 2011 : Whores’ Glory

### Télévision

#### Documentaire
- 1996 : Arktis Nordost (de)
- 1998-2011 : Universum (de) : réalisation de six épisodes

#### Fiction
- 2006-2009 : SOKO Kitzbühel (de) (série télévisée, 8 épisodes)